# Handelaar

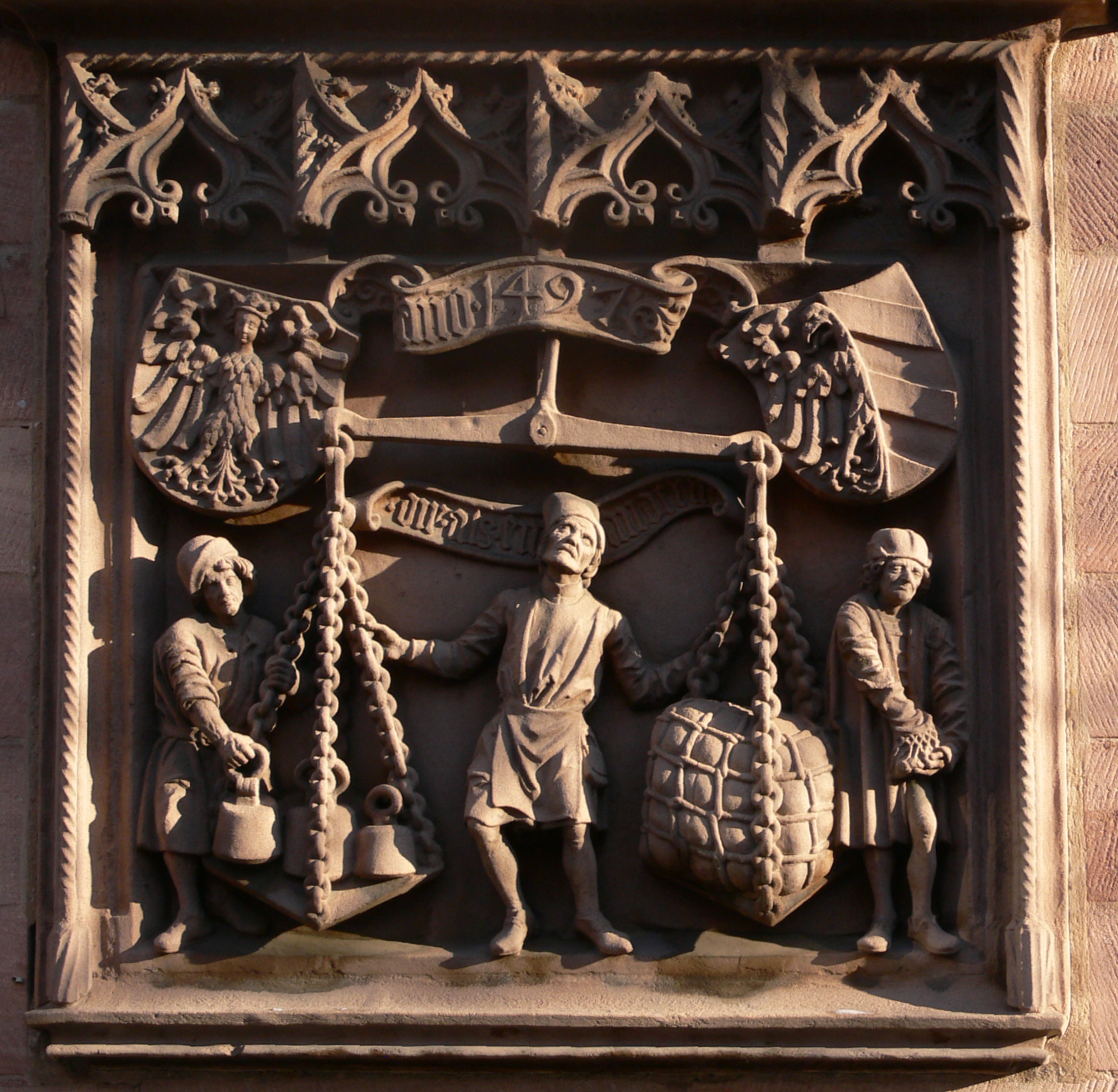
Een koopman bij een kleine stadswaag in Neurenberg

Een handelaar of koopman (meervoud: kooplieden) is iemand die verschillende waren opkoopt en ze vervolgens weer te koop aanbiedt. Het is iemand die transacties verricht met het doel hier winst uit te behalen, zonder het actief aan de man proberen te brengen zoals een winkelier. Normaal gesproken is dit voor mensen een beroep. Anderen doen het in hun vrije tijd naast hun eigenlijke werk of opleiding.
Rijke kooplieden hebben, door hun rol in het economisch stelsel, door de eeuwen heen veel macht en invloed gehad in het maatschappelijk leven. De Gouden Eeuw in de Nederlanden was een gevolg van hun ongebreidelde expansiezucht. Met behulp van een enorme koopvaardijvloot werd Amsterdam een van de grootste handelscentra ter wereld. De kooplieden maakten daar de dienst uit.
In de Bijbel komen handelaren niet altijd positief naar voren. Bekend is het verhaal van de handelaren bij de tempel van Jeruzalem. Ook in boeken en op het toneel is de handelaar een bekend figuur, zoals in de toneelstukken De koopman van Venetië en Death of a Salesman.
In het verleden waren er ook vele rondtrekkende kooplieden, maar tegenwoordig zijn die er veel minder. Als er sprake is van huis-aan-huisverkoop dan noemt men dit venten. Een handelaar die met zijn waren op de markt staat wordt marktkoopman genoemd.

## Naamgeving
Veel bedrijven hebben of hadden de term Handel in hun naam, zoals het Algemeen Handelsblad (zie NRC Handelsblad) en de Nederlandsche Handel-Maatschappij (NHM) die later is opgegaan in de ABN.
In het Sranantongo wordt een handelaar hosselaar genoemd.
In België werd in 2018 beslist om het begrip ‘handelaar’ in het ondernemingsrecht te vervangen door het woord ‘ondernemer’. Het begrip ondernemer zou immers ruimer zijn en ook bestuurders, zaakvoerders en beoefenaars van een vrij beroep omvatten.